# In 'n Out
Pour les articles homonymes, voir In and out.
Albums de Joe Henderson
Our Thing (en)
(1963) Inner Urge
(1964)
In 'n Out est un album du saxophoniste de jazz américain Joe Henderson sorti en 1964 chez Blue Note. C'est le 3e album de Joe Henderson en tant que leader.

## Liste des titres
| No | Titre                         | Musique       | Durée |
| -- | ----------------------------- | ------------- | ----- |
| 1. | In 'n Out                     | Joe Henderson | 10:25 |
| 2. | Punjab                        | Joe Henderson | 9:09  |
| 3. | Serenity                      | Joe Henderson | 6:17  |
| 4. | Short Story                   | Kenny Dorham  | 7:11  |
| 5. | Brown's Town                  | Kenny Dorham  | 6:25  |
| 6. | In 'N Out (prise alternative) | Joe Henderson | 9:16  |

## Musiciens
- Joe Henderson : saxophone ténor
- Kenny Dorham : trompette
- McCoy Tyner : piano
- Richard Davis : contrebasse
- Elvin Jones : batterie